# قطرس أصفر الأنف أطلنطي
قطرس أصفر الأنف أطلنطي (الاسم العلمي: Thalassarche chlororhynchos) هو نوع من فصيلة قطرس.